# Giovanni Brunero
Giovanni Brunero (né le 4 octobre 1895 à San Maurizio Canavese, dans la province de Turin, au Piémont et mort le 23 novembre 1934 à Cirié) est un coureur cycliste italien, qui s'illustre sur les routes d'Italie au début des années 1920, et est triple vainqueur du Giro (1921, 1922, 1926).

## Biographie

### Carrière
Giovanni Brunero est le premier coureur à avoir remporté trois fois le Tour d'Italie, et ce dans le cadre d'une grande rivalité avec l'autre Campionissimo de l'époque, Costante Girardengo. Les deux coureurs ont globalement dominé le cyclisme italien, et donc le Giro, de 1919 à 1926, avant d'être stoppés par l'émergence d'Alfredo Binda. Cette rivalité sportive s'est retrouvée sur quasiment toutes les compétitions italiennes, que ce soit dans les classiques ou dans le Giro, les deux coureurs n'ayant que très peu disputé le Tour de France (une fois pour les deux, en 1914 pour Girardengo (non partant au Tour de France 1919), en 1924 pour Brunero, participations marquées par des abandons).
Brunero remporte son premier Giro en 1921. Quasi inconnu au début de la compétition, dans l'ombre du duel entre Costante Girardengo et Gaetano Belloni, les deux derniers vainqueurs, il bénéficie de l'abandon sur chute de "Gira", pourtant vainqueur des quatre premières étapes et semblant alors intouchable. Cet abandon propulsa Belloni en tête de la course mais une victoire d'étape de Brunero change la donne : son avance est suffisante et il remporte son premier Giro. Belloni critiquera cependant cette victoire, estimant que le classement par points est plus représentatif. En effet, vainqueur de trois étapes, Belloni aurait remporté le Giro si ce système avait été appliqué à la place du classement par temps. Grâce à cette victoire, Brunero se présente à égalité de points avec le campionissimo Girardengo  pour l'attribution du titre de Champion d'Italie (alors attribué par addition de points distribués lors d'épreuves du calendrier national). Le titre se joue lors du Tour de Lombardie. Mais il ne peut rien faire face à un Girardengo inspiré qui l'emporte au sprint.
En 1922, Brunero confirme rapidement par une victoire à Milan-San-Remo, devant Girardengo. Le Giro arrive avec un alléchant « duel à trois » entre les trois derniers vainqueurs du Giro. Mais dès la première étape, Brunero, incroyable de panache, décroche un à un tous ses adversaires pour l'emporter avec quinze minutes d'avance sur Belloni et plus de vingt sur Girardengo ! Mais une réclamation est portée contre lui pour changement de roue en cours d'étape. Brunero est alors d'abord mis hors course par les commissaires mais finalement l'UCI décide d'une pénalité de vingt-cinq minutes, ce qui provoque la démission des commissaires de course et des équipes de Girardengo et Belloni. Sans rival, Brunero remporte donc son deuxième Giro d'affilée. Cependant, il ne remportera pas le championnat d'Italie, une nouvelle fois remporté par Girardengo.
L'année 1923 est marquée par une volonté de revanche de Girardengo. En effet, après avoir remporté Milan-San-Remo, il ambitionne le Giro. Un Giro d'anthologie. "Gira" remporte 8 des 10 étapes contre 0 pour Brunero et remporte le Giro pour un écart de 37 petites secondes sur ce dernier. Brunero, déçu, remportera néanmoins son premier Tour de Lombardie quelques mois plus tard.
En 1924 Brunero refuse de participer au Giro, privilégiant le Tour de France. Il remporte brillamment la 10e étape à Briançon se rapprochant du leader Ottavio Bottecchia. Mais, malade, il abandonne au cours de la treizième étape. Selon Charles Ravaud, journaliste de L'Auto, il aurait pu prétendre largement à un top 5. La victoire reviendra donc à Bottecchia, qui est alors le premier vainqueur italien du Tour de France. Cela relève d'un certain paradoxe, car Bottecchia n'a jamais eu en Italie l'aura de ses compatriotes Girardengo et Brunero, qui se consolera cependant avec une deuxième victoire d'affilée au Tour de Lombardie.
L'année 1925 marque le début du règne d'Alfredo Binda en Italie. Brunero doit se contenter de places d'honneur. En effet, lors de Milan-San Remo, "Gira" attaque dans le col du Turchino, suivi par Brunero, qui doit cependant s'incliner au sprint face à son éternel rival. Brunero termine le Giro à la troisième place, derrière « le grimpeur assis » Binda et derrière Girardengo.
En 1926, Brunero retrouve les joies de la victoire. Les organisateurs du Giro rêvent d'un nouveau duel à trois, entre Brunero, Binda et Girardengo. Les trois campionissimi ne les décevront pas, avec un total de neuf victoires sur douze étapes à eux trois. Girardengo semble prendre une option en remportant les 4e et 5e étapes mais il doit abandonner lors de la 7e étape, alors qu'il était leader. Brunero devient leader mais doit faire face à un Binda déchaîné qui remporte 6 étapes. Il consolide finalement sa place en emportant la 8e étape puis en se contentant de gérer son avance par la suite. Il s'agit de sa dernière grande victoire, car après il ne pouvait plus rivaliser avec Binda, comme le montre sa deuxième place au Tour d'Italie 1927 derrière le nouveau campionissimo italien.
Brunero prend donc sa retraite en 1929 avant de mourir cinq ans plus tard, à l'âge de 39 ans, terrassé par une tuberculose.
Brunero aura finalement eu une carrière complète, marquée par la première grande rivalité du cyclisme italien. Il remporta plus de Giro que son vieil ennemi Girardengo, qui cependant était plus proche du public italien. Peut-être est-ce dû au fait qu'il n'a remporté aucun titre de champion d'Italie, alors que son rival en a remporté neuf d'affilée, un record.
L'Italie devra attendre le duel entre Gino Bartali et Fausto Coppi pour retrouver une telle rivalité.

## Palmarès

### Palmarès année par année
| - 1919 - Champion d’Italie sur route amateurs - Coppa del Re - 1920 - Tour d'Émilie - 2e du Tour de Lombardie - 3e du championnat d'Italie sur route - 5e de Milan-San Remo - 1921 - Tour d'Italie : - Classement général - 7e étape - Tour du Piémont - 2e du championnat d'Italie sur route - 2e de Milan-San Remo - 2e de Milan-Turin - 2e du Tour d'Émilie - 2e du Tour de la province de Milan a (avec Alfredo Sivocci) - 3e du Tour de la province de Milan b (avec Alfredo Sivocci) - 4e du Tour de Lombardie - 1922 - Tour d'Italie : - Classement général - 7e et 10e étapes - Milan-San Remo - Tour de la province de Milan b (avec Gaetano Belloni) - Champion du Piémont - 2e du Tour du Piémont - 3e du championnat d'Italie sur route - 3e du Tour de Romagne - 5e du Tour de Lombardie - 1923 - Tour de Lombardie - Tour de la province de Milan (avec Costante Girardengo) - Tour de Romagne - 2e du Tour d'Italie - 2e du championnat d'Italie sur route - 2e du Tour de Vénétie - 3e du Tour de Toscane - 3e de Milan-Turin - 4e de Milan-San Remo | - 1924 - Tour de Lombardie - 10e étape du Tour de France - Tour de la province de Milan a (avec Bartolomeo Aimo) - 10e de Milan-San Remo - 1925 - 8e étape du Tour d'Italie - 2e de Milan-San Remo - 3e du Tour d'Italie - 3e du Tour de Toscane - 3e du Tour d'Émilie - 3e de Milan-Modène - 5e du Tour de Lombardie - 7e de Paris-Roubaix - 1926 - Tour d'Italie : - Classement général - 8e étape - Tour de la province de Milan (avec Alfredo Binda) - 2e du Tour du Piémont - 2e de Milan-Modène - 3e du championnat d'Italie sur route - 1927 - 13e étape du Tour d'Italie - 2e du Tour d'Italie - 3e du Tour de Toscane - 7e du Tour de Lombardie - 9e de Milan-San Remo - 1928 - 3e de Milan-San Remo - 9e du Tour d'Italie |  |

### Résultats sur les grands tours

#### Tour d'Italie
8 participations :
- 1920 : abandon
- 1921 : vainqueur du classement général et de la 7e étape
- 1922 : vainqueur du classement général et des 7e et 10e étapes
- 1923 : 2e
- 1925 : 3e, vainqueur de la 8e étape
- 1926 :  vainqueur du classement général et de la 8e étape
- 1927 : 2e, vainqueur de la 13e étape
- 1928 : 9e

#### Tour de France
1 participation :
- 1924 : abandon (14e étape), vainqueur de la 10e étape